# Pryor Glacier
Pryor Glacier är en glaciär i Antarktis. Den ligger i Östantarktis. Nya Zeeland gör anspråk på området. Pryor Glacier ligger 265 meter över havet.
Terrängen runt Pryor Glacier är varierad, och sluttar brant österut. Trakten är obefolkad. Det finns inga samhällen i närheten.